# 岩本站
- 關於東京都千代田區車站，請見「岩本町站」。
- 關於石川縣能美市曾經存在的「岩本站」，請見「岩本站 (石川縣)」。

岩本站（日语：／ Iwamoto eki */?）是位於群馬縣沼田市岩本町173，東日本旅客鐵道（JR東日本）的上越線車站。

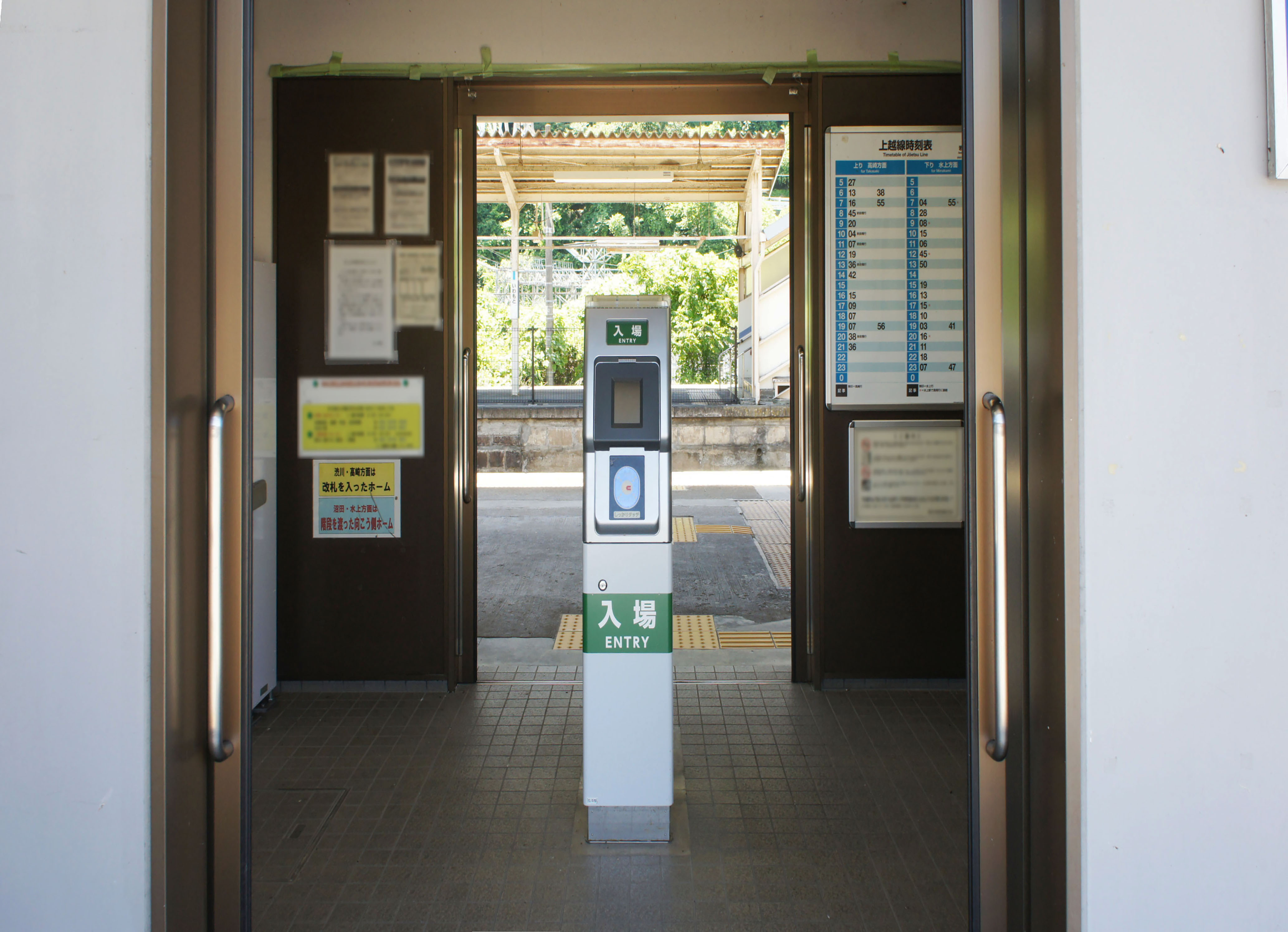
驗票口（2021年7月）

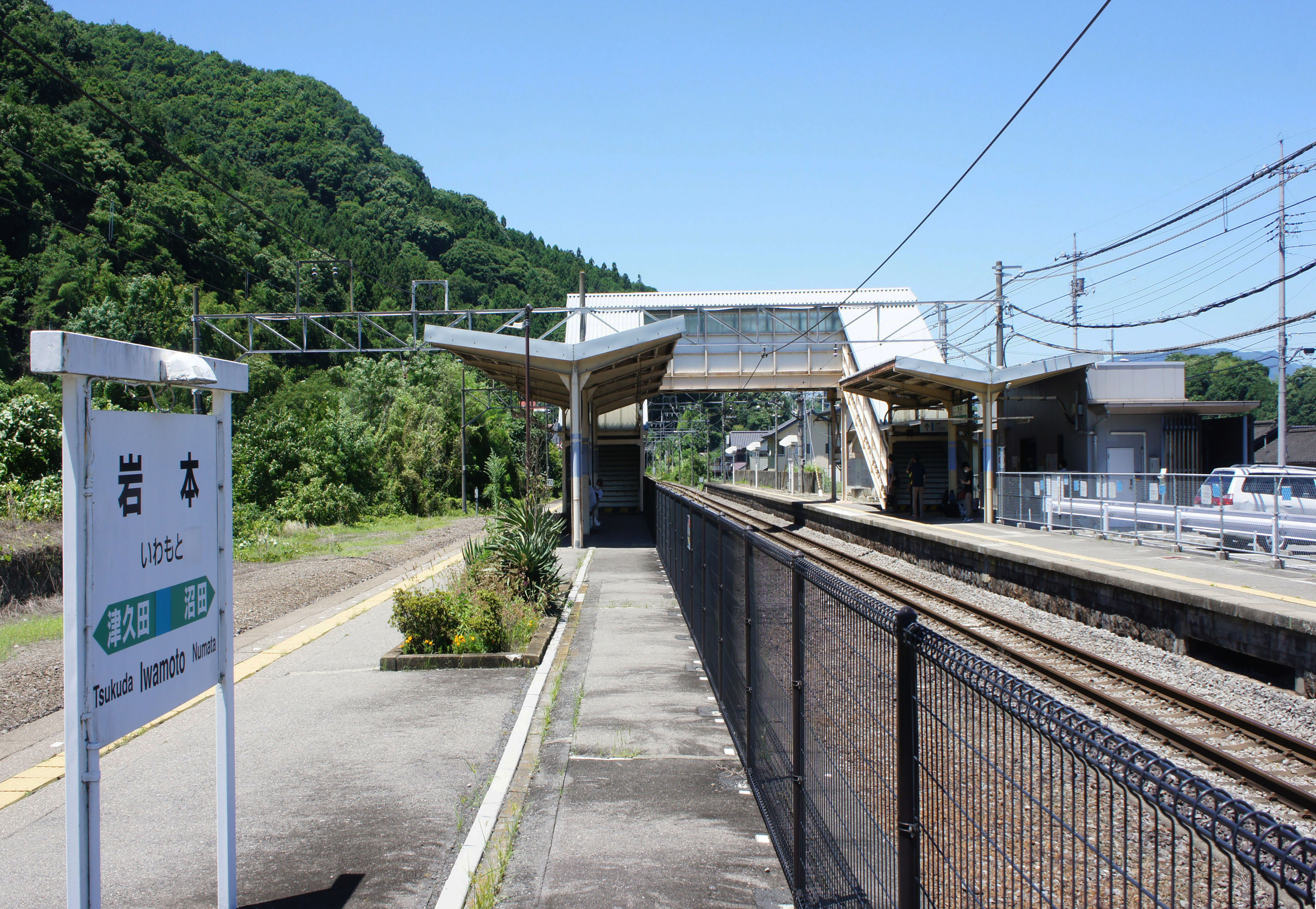
月台（2021年7月）

## 歷史
- 1924年（大正13年）3月31日：車站啟用。
- 1985年（昭和60年）8月10日：成為無人車站（在書籍上指出是同年3月14日）。後來，此站還設有車站業務進行特別檢票。
- 1987年（昭和62年）4月1日：伴隨國鐵分割民營化，車站由東日本旅客鐵道（JR東日本）營運。
- 2004年（平成16年）5月1日：成為無人車站。
- 2009年（平成21年）3月14日：擴大東京近郊區間，此站可以使用IC卡「Suica」[1]。
- 2010年（平成22年）3月13日：新時的車站大樓開始使用。
- 2019年（令和元年）11月1日：沼田站成為業務委託車站，此站改由水上站管理。

## 車站構造
車站是一座地面車站，設有2面2線的單式月台。曾經車站西邊的1面1線月台原來是1面2線的島式月台，當時設有2面3線的月台，後來島式月台靠近車站大樓的路軌撤走後，變成現在模樣。較近車站大樓的月台是往上野方向，較遠的是長岡方向。兩月台之間設有跨線橋連接。月台還未提升高度，因此列車地面與月台地面之間設有高度差。
曾經敷島站（舊車站大樓）、八木原站和群馬總社站擁有相似的古老木造車站大樓，但是在2012年，此站的車站大樓重建了。舊車站大樓在1982年曾經在固力果塞西爾巧克力的電視廣告中出現（在廣告中的車站名為「美里站」）。
此站是由水上站管理的無人車站，車站大樓內設有簡易Suica閘機。在2019年7月，此站由簡易自動售票機改變為乘車站證明書發行機，因此此站不可購買車票。車站位於海拔291米。

### 月台
| 月台         | 路線    | 上下行 | 方向           |
| ------------ | ------- | ------ | -------------- |
| 車站大樓一方 | ■上越線 | 上行   | 高崎方向       |
| 車站大樓對面 | ■上越線 | 下行   | 水上、長岡方向 |

- 截至2019年5月，在資訊上沒有編排月台編號。

參考

## 使用狀況
以下為1日平均乘車人次：
| 年度   | 一日平均 乘車人次 |
| ------ | ----------------- |
| 2000年 | 253               |
| 2001年 | 252               |
| 2002年 | 236               |
| 2003年 | 232               |
| 2004年 | 246               |
| 2005年 | 241               |
| 2006年 | 234               |
| 2007年 | 233               |
| 2008年 | 254               |
| 2009年 | 252               |
| 2010年 | 256               |
| 2011年 | 238               |

## 車站周邊

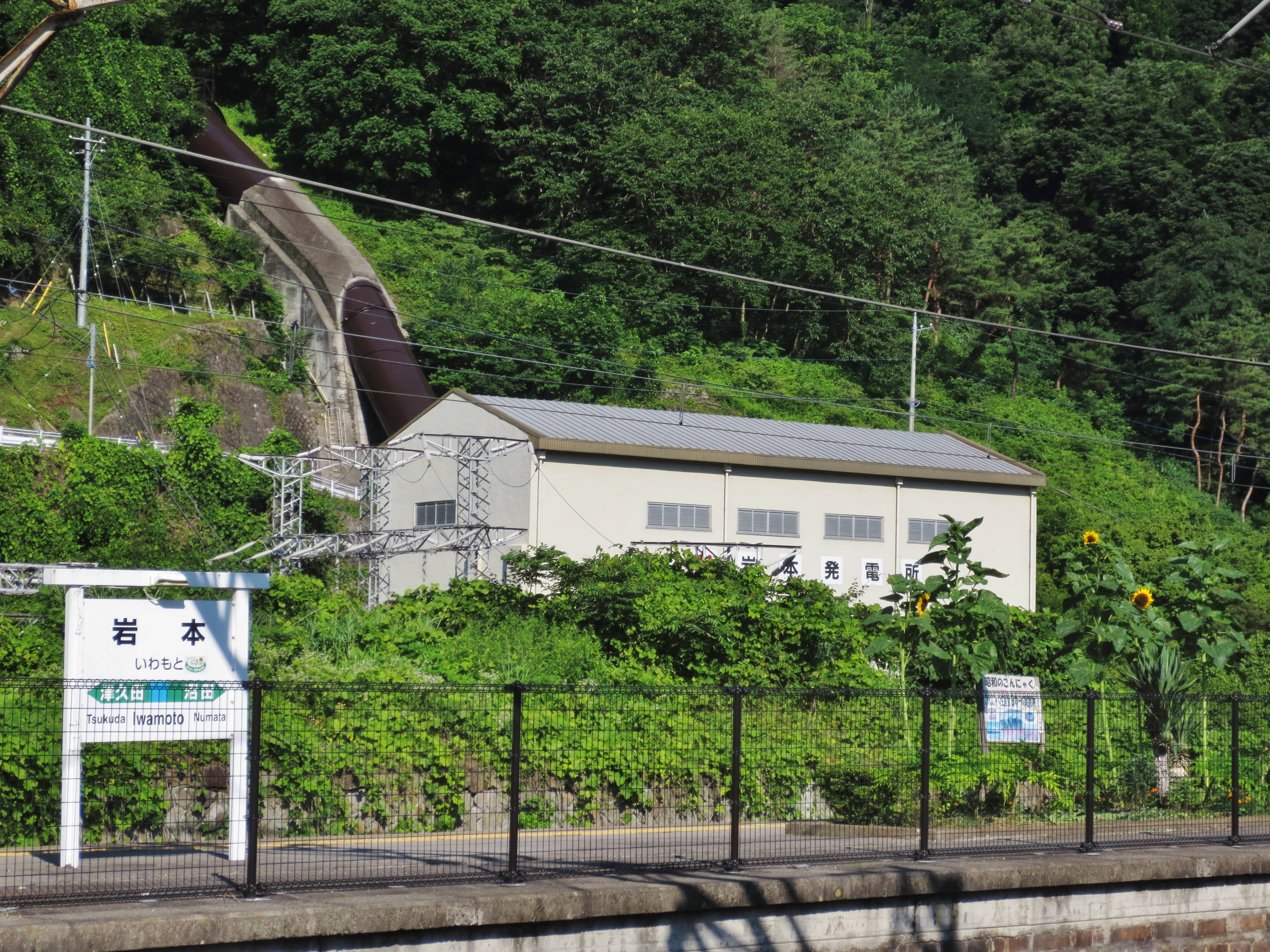
從岩本站月台望向岩本發電站。

站前設有國道17號。國道與上越線和利根川並行。
- 雲昌寺（日语：雲昌寺） - 設有群馬縣指定自然紀念物櫸樹。步行約20分鐘。
- 東京電力岩本發電站 - 在車站後方的水力發電站。在長岡方向月台可望向發電站。

## 巴士路線
| 巴士站 | 系統   | 主要途經                         | 目的地     | 巴士公司   | 備註                                  |
| ------ | ------ | -------------------------------- | ---------- | ---------- | ------------------------------------- |
|        | 岩本線 | 上野入口                         | 上野       | 沼田市巴士 | 星期六及假日暫停服務 使用巨型的士行走 |
|        | 岩本線 | 利根實業前、市政廳前、國立醫院前 | 東下原團地 | 沼田市巴士 | 星期六及假日暫停服務 使用巨型的士行走 |

- 在上野入口可轉乘巴士前往澀川方向

## 相鄰車站
東日本旅客鐵道（JR東日本）
■上越線
津久田－岩本－沼田

## 注腳

## 外部連結
- 車站資訊（岩本）：東日本旅客鐵道